# Palpares obsoletus
Palpares obsoletus är en insektsart som beskrevs av Gerstaecker 1888. Palpares obsoletus ingår i släktet Palpares och familjen myrlejonsländor. Inga underarter finns listade i Catalogue of Life.